# Pubblico Giornale
Pubblico Giornale (deutsch in etwa: Öffentliches Journal) war eine kurzlebige italienische Tageszeitung mit Sitz in Rom.

## Geschichte
Sie erschien erstmals am 3. September 2012. Gegründet wurde sie von Chefredakteur Luca Telese (* 1970), Journalist, Autor und Blogger, der der Partito della Rifondazione Comunista nahesteht. Bereits zum 31. Dezember des gleichen Jahres stellte die Zeitung ihr Erscheinen ein.

## Redaktion
Chefredakteur war Luca Telese, weitere Redakteure und Kolumnisten waren die in Italien bekannten Federico Mello, Manolo Fuce, Francesca Fornario, Stefania Podda, Stella Prudente, Fabio Luppino, Roberto Brunelli, Tommaso Labate, Ritanna Armeni, Giancarlo Padovan und Corrado Formigli.